# Ахароним
Ахароним (на иврит: אחרונים, „последни“) са водещите равини и законоучители в еврейското право след епохата на рашоним, приключила с написването на „Шулхан арух“ през 1565 година.